# جيمي بتلر
جيمي بتلر الثالث (بالإنجليزية: Jimmy Butler III)‏ (من مواليد 14 سبتمبر 1989) هو لاعب كرة سلة أمريكي محترف لفريق ميامي هيت التابع لاتحاد كرة السلة الوطني (NBA). بعد أن لعب كرة السلة لمدة عام في كلية تايلر جونيور، انتقل إلى جامعة ماركيت. تمت اختياره مع الاختيار الثلاثين في مسودة الدوري الأمريكي للمحترفين 2011 من قبل شيكاغو بولز. الملقب بـ «جيمي باكتس»، تم اختيار باتلر ستة مرات في فريق إن بي أي كل-النجوم، وتكريم فريق أول-إن بي أي أربع مرات، وفريق إن بي أي أول-ديفنسف لخمس مرات وميدالية ذهبية أولمبية. في عام 2015، حصل على لقب أكثر لاعب مُتحسن الدوري الأمريكي للمحترفين. في عام 2021، قاد الدوري في خطف الكرة.

## حياة مبكرة
قبل مسودة عام 2011، قال أحد المديرين العامين في الدوري الأمريكي للمحترفين عن باتلر، «قصته هي واحدة من أكثر القصص الجديرة بالاهتمام التي رأيتها في كل سنوات كرة السلة التي أمضيتها. كانت هناك مرات عديدة في حياته حيث تم إعداده للفشل. في كل مرة، تغلب على احتمالات هائلة. عندما تتحدث معه - وهو متردد في التحدث عن حياته - يكون لديك هذا الشعور بأن هذا الطفل لديه عظمة فيه.»
ولد في هيوستن، تكساس، تخلى والد بتلر عن عائلته عندما كان رضيعًا. بحلول الوقت الذي كان يبلغ من العمر 13 عامًا ويعيش في ضاحية تومبال في هيوستن، طردته والدته من المنزل. كما ذكر بتلر ذلك في مقابلة عام 2011، قالت له: «أنا لا أحب شكلك. يجب ان تذهب.» ثم ارتد بين منازل العديد من الأصدقاء، ومكث لبضعة أسابيع في كل مرة قبل الانتقال إلى منزل آخر. على الرغم من ذلك، يحتفظ بتلر بعلاقة وثيقة مع والديه، قائلاً: «أنا لا أحمل ضغينة. ما زلت أتحدث مع عائلتي. أمي. أبي. نحب بعضنا البعض. هذا لن يتغير أبدًا.»
في دوري كرة السلة الصيفي قبل سنته الأخيرة في مدرسة تومبال الثانوية، لاحظه جوردان ليزلي، لاعب كرة القدم وكرة السلة الجديد في المدرسة، الذي تحداه في مسابقة رميات من ثلاث نقاط. أصبح الاثنان صديقين على الفور، وبدأ بتلر في الإقامة في منزل ليزلي. على الرغم من أن والدة صديقه وزوجها، اللذان كان بينهما ستة أطفال آخرين، كانا مترددين في البداية، فقد استقبلوه في غضون بضعة أشهر. قال بتلر فيما بعد، "لقد قبلوني في أسرتهم. ولم يكن ذلك بسبب كرة السلة. كانت [ميشيل لامبرت، والدة ليزلي] مُحبة للغاية. لقد فعلت أشياء من هذا القبيل. لم أصدق ذلك.
بصفته مبتدئًا في ثانوية تومبال، كان بتلر يبلغ متوسط نقاط 10 لكل لعبة. كقائد للفريق في 2006-2007، حقق بتلر متوسط 19.9 نقطة و 8.7 كرات مرتدة في المباراة الواحدة، ثم تم التصويت عليه لاحقًا كأفضل لاعب في فريقه.
لم يتم تجنيد بتلر بشكل كبير بعد تخرجه من المدرسة الثانوية واختار الالتحاق بكلية تايلر جونيور في تايلر، تكساس.

## إحصائيات المهنة

### الدوري الأمريكي للمحترفين

#### موسم عادي
| السنة    | الفريق                 | لعب | بدأ | دقيقة | ميداني% | ثلاثية | حرة  | ارتداد | صنع | استلاب | تصدي | نقطة |
| -------- | ---------------------- | --- | --- | ----- | ------- | ------ | ---- | ------ | --- | ------ | ---- | ---- |
| 2011–12  | شيكاغو [الإنجليزية]    | 42  | 0   | 8.5   | .405    | .182   | .768 | 1.3    | .3  | .3     | .1   | 2.6  |
| 2012–13  | شيكاغو [الإنجليزية]    | 82* | 20  | 26.0  | .467    | .381   | .803 | 4.0    | 1.4 | 1.0    | .4   | 8.6  |
| 2013–14  | شيكاغو [الإنجليزية]    | 67  | 67  | 38.7  | .397    | .283   | .769 | 4.9    | 2.6 | 1.9    | .5   | 13.1 |
| 2014–15  | شيكاغو [الإنجليزية]    | 65  | 65  | 38.7* | .462    | .378   | .834 | 5.8    | 3.3 | 1.8    | .6   | 20.0 |
| 2015–16  | شيكاغو [الإنجليزية]    | 67  | 67  | 36.9  | .454    | .312   | .832 | 5.3    | 4.8 | 1.6    | .6   | 20.9 |
| 2016–17  | شيكاغو [الإنجليزية]    | 76  | 75  | 37.0  | .455    | .367   | .865 | 6.2    | 5.5 | 1.9    | .4   | 23.9 |
| 2017–18  | مينيسوتا [الإنجليزية]  | 59  | 59  | 36.7  | .474    | .350   | .854 | 5.3    | 4.9 | 2.0    | .4   | 22.2 |
| 2018–19  | مينيسوتا [الإنجليزية]  | 10  | 10  | 36.1  | .471    | .378   | .787 | 5.2    | 4.3 | 2.4    | 1.0  | 21.3 |
| 2018–19  | فيلادلفيا [الإنجليزية] | 55  | 55  | 33.2  | .461    | .338   | .868 | 5.3    | 4.0 | 1.8    | .5   | 18.2 |
| 2019–20  | ميامي [الإنجليزية]     | 58  | 58  | 33.8  | .455    | .244   | .834 | 6.7    | 6.0 | 1.8    | .6   | 19.9 |
| 2020–21  | ميامي [الإنجليزية]     | 52  | 52  | 33.6  | .497    | .245   | .863 | 6.9    | 7.1 | 2.1*   | .3   | 21.5 |
| 2021–22  | ميامي                  | 57  | 57  | 33.9  | .480    | .233   | .870 | 5.9    | 5.5 | 1.6    | .5   | 21.4 |
| مسيرة    | مسيرة                  | 690 | 585 | 33.1  | .460    | .321   | .841 | 5.3    | 4.1 | 1.6    | .5   | 17.7 |
| أول-ستار | أول-ستار               | 4   | 1   | 12.8  | .750    | .000   | –    | 1.8    | 1.5 | 1.8    | .0   | 4.5  |

#### تصفيات
| السنة             | الفريق                 | لعب | بدأ | دقيقة | ميداني% | ثلاثية | حرة  | ارتداد | صنع | استلاب | تصدي | نقطة |
| ----------------- | ---------------------- | --- | --- | ----- | ------- | ------ | ---- | ------ | --- | ------ | ---- | ---- |
| 2012 [الإنجليزية] | شيكاغو [الإنجليزية]    | 3   | 0   | 1.3   | —       | —      | —    | .0     | .0  | .0     | .0   | .0   |
| 2013 [الإنجليزية] | شكاغو [الإنجليزية]     | 12  | 12  | 40.8  | .435    | .405   | .818 | 5.2    | 2.7 | 1.3    | .5   | 13.3 |
| 2014 [الإنجليزية] | شيكاغو [الإنجليزية]    | 5   | 5   | 43.6  | .386    | .300   | .783 | 5.2    | 2.2 | 1.4    | .0   | 13.6 |
| 2015 [الإنجليزية] | شيكاغو [الإنجليزية]    | 12  | 12  | 42.2  | .441    | .389   | .819 | 5.6    | 3.2 | 2.4    | .8   | 22.9 |
| 2017 [الإنجليزية] | شيكاغو [الإنجليزية]    | 6   | 6   | 39.8  | .426    | .261   | .809 | 7.3    | 4.3 | 1.7    | .8   | 22.7 |
| 2018 [الإنجليزية] | مينيسوتا [الإنجليزية]  | 5   | 5   | 34.0  | .444    | .471   | .833 | 6.0    | 4.0 | .8     | .2   | 15.8 |
| 2019 [الإنجليزية] | فيلادلفيا [الإنجليزية] | 12  | 12  | 35.1  | .451    | .267   | .875 | 6.1    | 5.2 | 1.4    | .6   | 19.4 |
| 2020              | ميامي [الإنجليزية]     | 21  | 21  | 38.4  | .488    | .349   | .859 | 6.5    | 6.0 | 2.0    | .7   | 22.2 |
| 2021              | ميامي [الإنجليزية]     | 4   | 4   | 38.5  | .297    | .267   | .727 | 7.5    | 7.0 | 1.3    | .3   | 14.5 |
| مسيرة             | مسيرة                  | 80  | 77  | 37.6  | .442    | .346   | .836 | 5.8    | 4.3 | 1.6    | .5   | 18.5 |

### كلية
| السنة                | الفريق | لعب | بدأ | دقيقة | ميداني% | ثلاثية | حرة  | ارتداد | صنع | استلاب | تصدي | نقطة |
| -------------------- | ------ | --- | --- | ----- | ------- | ------ | ---- | ------ | --- | ------ | ---- | ---- |
| 2008–09 [الإنجليزية] | ماركيت | 35  | 0   | 19.6  | .514    | .000   | .768 | 3.9    | .7  | .5     | .5   | 5.6  |
| 2009–10 [الإنجليزية] | ماركيت | 34  | 34  | 34.3  | .530    | .500   | .766 | 6.4    | 2.0 | 1.3    | .6   | 14.7 |
| 2010–11 [الإنجليزية] | ماركيت | 37  | 35  | 34.6  | .490    | .345   | .783 | 6.1    | 2.3 | 1.4    | .4   | 15.7 |
| مسيرة                | مسيرة  | 106 | 69  | 29.6  | .508    | .383   | .773 | 5.5    | 1.7 | 1.1    | .5   | 12.0 |

## حياة شخصية
باتلر من محبي موسيقى الكانتري وظهر في الفيديو الموسيقي لأغنية «لايت ات اب» للوك براين. إنه صديق مقرب لمارك والبيرغ، الذي التقى به بينما كان والبيرغ يصور المتحولون: عصر الإنقراض في شيكاغو. لقد قضى الاثنان إجازة في باريس معًا.
أصبح بتلر من محبي كرة القدم خلال دورة الألعاب الأولمبية الصيفية لعام 2016، بعد مشاهدة نيمار جونيور يلعب لصالح البرازيل. يستشهد بباريس سان جيرمان باعتباره فريقه المفضل ونيمار كلاعبه المفضل.
بتلر وصديقته لديهما ابنة. غاب عن المباريات الثلاث الأولى من موسم إن بي أي 2019-20 بسبب ولادة ابنته.
في فقاعة إن بي أي ‏ (مكان تم إنشاءه من قبل إن بي أي في 2020 لحماية اللاعبين من كوفيد-19 أثناء التصفيات)، افتتح بتلر المقهى الخاص به، والذي كان يديره من غرفته بالفندق باستخدام ماكينة صنع القهوة الفرنسية بريس، بتكلفة 20 دولارًا لكل كوب. بعد عام، أطلق علامته التجارية للقهوة رسميًا، وخطط لتكريس وقته في أعمال تحميص القهوة بعد التقاعد.

## روابط خارجية
- جيمي بتلر على موقع الاتحاد الدولي لكرة السلة (الإنجليزية)
- جيمي بتلر على موقع إن بي أي (الإنجليزية)
- جيمي بتلر على موقع سبورتس رفرنس (الإنجليزية)
- جيمي بتلر على موقع كرة السلة الأوروبية.كوم (الإنجليزية)
- جيمي بتلر على موقع إي إس بي إن.كوم (الإنجليزية)
- جيمي بتلر على موقع كلية كرة السلة في سبورتس رفرنس.كوم (الإنجليزية)
- جيمي بتلر على موقع ريلجم (الإنجليزية)
- جيمي بتلر على موقع بروبوليرز (الإنجليزية)
- جيمي بتلر على موقع سبورتس رفرنس (الإنجليزية)
- جيمي بتلر على موقع أوليمبيديا (الإنجليزية)